# Mirosław Granat
Mirosław Wojciech Granat (ur. 24 kwietnia 1956 w Lubartowie) – polski prawnik, profesor nauk prawnych, specjalista w zakresie prawa konstytucyjnego, sędzia Trybunału Konstytucyjnego w stanie spoczynku.

## Życiorys
W 1980 ukończył studia na Wydziale Prawa Uniwersytetu Marii Curie-Skłodowskiej w Lublinie, w roku akademickim 1979/1980 pełnił funkcję prezesa SKNP UMCS. Następnie został asystentem w Zakładzie Prawa Konstytucyjnego tej uczelni. Stopień doktora nauk prawnych uzyskał w 1985, habilitował się w 1995.
Na Wydziale Prawa pracował w latach 1981–2006. Od 1993 prowadzi zajęcia w Krajowej Szkole Administracji Publicznej. Był także wykładowcą Katolickiego Uniwersytetu Lubelskiego w latach 1995–2001. Od 2003 związany z Uniwersytetem Kardynała Stefana Wyszyńskiego, na którym objął stanowisko kierownika Katedry Prawa Konstytucyjnego. W 2004 otrzymał tytuł profesora nauk prawnych. Pod jego kierunkiem w 2002 stopień naukowy doktora uzyskał Marek Dobrowolski.
W latach 1993–1996 pełnił funkcję eksperta w Kancelarii Senatu. Był też radcą orzecznictwa w Trybunale Konstytucyjnym (1996–1999) i głównym specjalistą ds. legislacji w Kancelarii Sejmu (1999–2006). Od lutego do kwietnia 2007 wchodził w skład Rady Legislacyjnej działającej przy prezesie Rady Ministrów.
Był ekspertem i członkiem rady programowej Instytutu Sobieskiego. Jest wiceprezesem Polskiego Towarzystwa Prawa Konstytucyjnego. Należy także m.in. do Lubelskiego Towarzystwa Naukowego, Towarzystwa Naukowego Katolickiego Uniwersytetu Lubelskiego oraz Francuskiego Towarzystwa Prawa Konstytucyjnego. W latach 2006–2011 pełnił funkcję redaktora naczelnego „Przeglądu Sejmowego”, do marca 2016 był członkiem kolegium redakcyjnego tego czasopisma (został odwołany wraz ze wszystkimi członkami redakcji).
Opublikował około 100 prac naukowych, w tym kilka pozycji książkowych dotyczących m.in. sądownictwa konstytucyjnego.
Wybrany przez Sejm Rzeczypospolitej Polskiej na sędziego Trybunału Konstytucyjnego 27 kwietnia 2007 większością 328 głosów, przy 45 głosach przeciw i głosach 4 wstrzymujących. Jego kandydaturę zgłosiły kluby parlamentarne LPR oraz Samoobrony RP. 8 maja tego samego roku złożył ślubowanie, obejmując urząd sędziego. Jego kadencja upłynęła 27 kwietnia 2016. W 2025 został kierownikiem aplikacji legislacyjnej w Rządowym Centrum Legislacji.